# Ordins

Ordins, respecte del terme d'Abella de la Conca

Ordins és una partida rural del terme municipal d'Abella de la Conca, a la comarca del Pallars Jussà.
Està situada a prop de l'extrem nord-oest del terme municipal, al nord del lloc de Monteguida. És a llevant del barranc de Gassó al lloc de les Pedrusques, també a llevant de la Pista del Petrol. Ordins és, de fet tot el coster que constitueix el vessant occidental de l'extrem nord de la Serra de Monteguida, al sud-oest de la Collada del Trumfo i al nord-oest de la Roca de Monteguida. Des d'aquest lloc, la partida, molt gran, s'estén fins a tocar de la vila. El seu límit septentrional és el mateix límit del terme municipal; pel costat de ponent, toca amb les partides de les Collades i de la Bernada (aquesta darrera partida, a més, divideix pel mig en dos sectors la d'Ordins); a migdia, limita amb la partida de les Vielles, la Coma, Magaró i la vila d'Abella de la Conca, i a llevant amb l'Obaga de Toà, les Bordes i la Mata.
Hi pertanyen els Feixans del Pas del Llop, el mateix Pas del Llop, el vessant sud-occidental del cim de Gallinova, que és en el seu extrem nord-oriental, el vessant occidental de la Roca de Monteguida, de la Roca de l'Espluga de Ninou i de Sarsús, tota la vall del barranc de Monteguida i la part superior, septentrional, de la Roca de la Coma. Dins de la partida hi ha el Pou d'Ordins, les Esplugues del Congost, l'Espluga de l'Oliva, el paratge de Monteguida i la Pedra Ficada, a més de tot el vessant occidental de la Serra de Monteguida. En el seu extrem sud-oriental, a tocar de la vila d'Abella de la Conca, hi ha lo Forn de les Olles i la Roca dels Arços.
Comprèn les parcel·les 300, 301, 330, 340 i 350 a 351 del polígon 4 d'Abella de la Conca; consta de 380,3577 hectàrees amb tota mena de terrenys de muntanya: pastures, bosquina, zones de matolls, etcètera.

## Etimologia
Segons Joan Coromines Ordins té el mateix origen que Ordino, població andorrana. L'origen és incert, i Coromines planteja d'una banda un incert mot ibèric de significat desconegut, i de l'altra, més convincent per a ell, el mot basc urdin (gris, blau, brut o tèrbol), segons la variant de què es tracti d'aquella llengua.